# أليخاندرو مندوزا (لاعب كرة مضرب)
أليخاندرو مندوزا (بالإسبانية: Alejandro Mendoza)‏ هو لاعب كرة مضرب بوليفي، ولد في 2 فبراير 1990 في لاباز في بوليفيا.

## وصلات خارجية
- أليخاندرو مندوزا على موقع رابطة محترفي التنس (الإنجليزية)
- أليخاندرو مندوزا على موقع الاتحاد الدولي لكرة المضرب (الإنجليزية)
- أليخاندرو مندوزا على موقع كأس ديفيز (الإنجليزية)
- أليخاندرو مندوزا على موقع خلاصة التنس.كوم (الإنجليزية)
- أليخاندرو مندوزا على موقع إي إس بي إن.كوم (الإنجليزية)